# ジョン・パイン

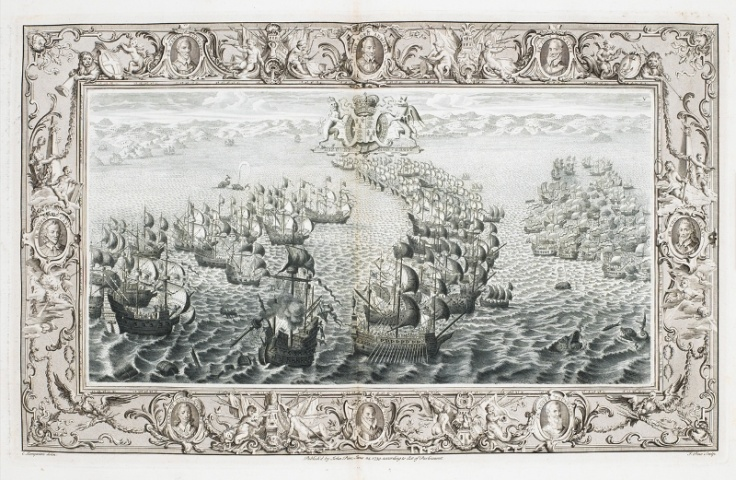
ジョン・パインの版画作品

ジョン・パイン（John Pine、1690年 - 1756年）は、イギリスのデザイナー、版画家、イギリスの啓蒙運動が盛んであった時の新古典主義隆盛期のスタイルとニュートン科学的パラダイムに対する芸術的な貢献で有名な地図製作者。

## 生涯
パインの両親や祖先については殆ど知られていない。特に彼が所属していたフリーメイソンの社会の言い伝えでは、しばしば祖先は黒人またはアフリカ由来と云われる。しかし、 ユナイテッド・グランド・ロッジ・オブ・イングランドような主張を検証することができなかった。
パインは金細工人見習いとしての経歴が始まった。彼はまたフランスの版画家ベルナール・ピカール(1673–1733)にも師事した。ピカールは20世紀のアメリカの科学史家のマーガレット・ジェーコブ(Margaret Jacob)が著書「急進的啓蒙（Radical Enlightenment）」で取り上げた人物の一人である。
パインは、ウィリアム・ホガースの親友であり、彼もまた版画家としてスタートしている。ホガースは有名な画家になっている間、パインは主に版画の分野で作品を残し、彼らはお互いの経歴を補強しあっている。ホガースはパインを数回にわたって描いた。一度彼の1749年の版画ザ・ゲイト・オブ・カレーでは太った修道士として描かれている。彼らは捨て子病院の院長を務め、 彼らの才能をアピールする手段としてフリーメイソンに所属した。パインは、ロッジのメンバーとしてウェストミンスターのホーンの宿屋で会合し、1717年にグランドロッジを形成するために他のロッジに参加した。
パインは1723年にConstitutions of the Freemasonsの口絵を描いたことにより、地位を高め、グランドロッジの主要な版画家としての地位を確保した。その後のグランドロッジでの仕事は、メンバーロッジの印刷された年間リストをもとに彼らの会議の時間と場所の詳細を提供することを含んでいた。これらの印刷は、通常宿屋で行われる彼らの会議の場を象徴する各ロッジのミニチュアの標識が含まれていた。パインの作品は初期のフリーメーソンの記録の重要な部分である。
1731年、パインはジェームス・オグルソープやアメリカのジョージア州の植民地の為の評議員と設計原理の多くを描く植民地の最初の概念的地図に関して協力して働いた。彼は都市計画者の興味をそそる謎を残す源であるサバンナの街の為により詳細な計画を作成した可能性がある。(オグルソープ計画を参照)
1733年、パインは18世紀の本の芸術の傑作について熟慮してホレスの作品の編集の仕事を始めた。 彼は、数百ページから成っていた全体の仕事の為のテキストやイラストを印刷した。 そのプロジェクトへの署名を引き受けた人物の中にはプリンス・オブ・ウェールズ、ヘンデル、アレキサンダー・ポープ、ホガースが含まれていた。

1735年、パインはホガースやジョージ・バーチャーと協力し、芸術家の為の著作権を保護する法案を議会に通過させることに成功した。
彼は捨て子病院の院長だった。1755年に彼は芸術のためのロイヤル・アカデミーを設立しようとした人々の一人であったが、それが設立を見ることはなかった。
パインは、測量士ジョン・ロックと1746年に出版されたロンドンの最初の詳細な地図（ジョン・ロックの1746年ロンドン地図）に協力した。

## 遺産
パインの成果は、国王の英史玉璽と紋章の彫刻家になった1743年に認められ、そしてその後にパーシヴァント・オブ・アームズとなった。
彼の息子ロバート・エッジ・パイン (1730–1788)は18世紀後半にイギリスとアメリカの両方での著名な肖像画家となった。彼はアメリカに移住し、ワシントンの肖像画や革命時代の他の図を描く前にジョージ2世や有名な俳優デビッド・ギャリックの肖像画を描いた。もう一人の息子サイモンは、浴場のミニチュア画家となった。パインの娘シャーロットは画家と結婚し、ホガースによって肖像画が描かれた。

## 作品
- Frontispiece, William Defoe’s Robinson Crusoe, 1719 (collaboration with John Clark)
- Illustrations, Edward Ward's Nuptial Dialogues and Debates, 1722
- Frontispiece, Constitutions of the Free-Masons, 1723
- Illustrations, King George I at ceremonies restoring the Order of Bath, 1725
- Illustrations, Henry Pemberton’s View of Newton’s Philosophy, 1728
- Reproduction of “The Magna Carta,” 1731
- Frontispiece, "Some Account of the Design of the Trustees for the Establishment of the Colony of *Georgia in America," 1732
- Reproduction of tapestries in the House of Lords depicting “Destruction of the Spanish Armada,” 1739
- “Plan of London,” 1746, in 24 sheets (a collaboration with surveyor John Roque)
- “A View of the House of Commons,” 1749
- “Virgil,” containing the Bucolics and Georgics, 1753